# (14862) 1990 EQ2
(14862) 1990 EQ2 est un astéroïde de la ceinture principale d'astéroïdes découvert en 1990.

## Description
(14862) 1990 EQ2 a été découvert le 2 mars 1990 à l'observatoire de La Silla, au Chili, par Eric Walter Elst.

### Caractéristiques orbitales
L'orbite de cet astéroïde est caractérisée par un demi-grand axe de 2,19 UA, un périhélie de 1,99 UA, une excentricité de 0,09 et une inclinaison de 3,53° par rapport à l'écliptique. Du fait de ces caractéristiques, à savoir un demi-grand axe compris entre 2 et 3,2 UA et un périhélie supérieur à 1,666 UA, il est classé, selon la JPL Small-Body Database, comme objet de la ceinture principale d'astéroïdes.

### Caractéristiques physiques
(14862) 1990 EQ2 a une magnitude absolue (H) de 15,0 et un albédo estimé à 0,080.